# Lombard-Paradoxon
Das Lombard-Paradoxon beschreibt eine vom Standpunkt der klassischen anatomischen Funktionszuschreibung scheinbar paradoxe Funktion der ischiocruralen Muskulatur beim Menschen. Der Begriff „Paradoxon“ hat sich in der Auseinandersetzung mit diesem Sachverhalt in den 1980er Jahren eingebürgert und wurde beibehalten, obwohl es sich um einen realen Funktionszusammenhang handelt.

## Geschichte
Das Phänomen wurde bereits Anfang des 20. Jahrhunderts vom US-amerikanischen Physiologen Lombard beschrieben. Die „Paradoxie“ wird hierbei darin gesehen, dass bei Fixierung des Fußes oder/und des Beckens die ischiocrurale Muskulatur zur Streckung des Kniegelenks beiträgt. Diese Funktion wird nach klassischem Verständnis der Muskulatur der Vorderseite des Oberschenkels (Musculus quadriceps femoris) zugeschrieben, die hiernach eine der ischiocruralen Muskulatur antagonistische Funktion hat. Der Mediziner Klaus Wiemann schreibt hierzu unter anderem:
„Bei dem Vergleich des physiologischen Querschnittes der ischiokruralen Muskeln mit den im Kniegelenk durchzuführende Aufgaben, die von diesen Muskeln im Laufe der Alltagsmotorik im Allgemeinen erwartet werden (Beugen der Kniegelenke), fiel auf, dass das enorme maximal mögliche Muskelkraftmoment in keinem logischen Verhältnis zu dem zu bewältigenden vergleichsweise geringen Lastmoment z. B. beim Beugen der Knie in der Schwungphase im Laufe von Geh- und Laufzyklen steht. Aus diesem Grunde musste vermutet werden, dass den ischiokruralen Muskeln in der Alltagsmotorik zusätzliche, bis her nicht erkannte Aufgaben zufallen oder ihre Wirkungsweise nicht zutreffend eingeschätzt wurde. Bei entsprechenden Literaturrecherchen wurden Beiträge von Lombard (1903), Gregor u. a. (1985) und ANDREWS (1987) gefunden, die einen Erklärungsansatz auch für das Problem der Funktion der ischiokruralen Muskeln beim Sprint liefern konnten.“